# Alejandro Falla
Alejandro Falla (Cali, 14 novembre 1983) è un allenatore di tennis ed ex tennista colombiano.
È stato il secondo colombiano a entrare nella top 100 del ranking ATP dopo Mauricio Hadad, che vi era entrato nel 1996. Il suo miglior ranking è la 48ª posizione raggiunta nel luglio 2012. Ha disputato in singolare due finali ATP in carriera e ha vinto quattordici titoli di cui 3 Futures e 11 Challenger. È il primo colombiano ad avere sconfitto un top 10 avendo battuto Nikolaj Davydenko a Wimbledon 2008.
In doppio ha disputato una finale ATP in coppia con Xavier Malisse, ha vinto sei tornei Challenger e quattro ITF. Il suo miglior ranking in doppio è stata la 130ª posizione dell'agosto 2009.
Nel 2001 ha fatto il suo esordio nella squadra colombiana di Coppa Davis, con la quale ha raggiunto per due volte i play off per l'accesso al World Group (nel 2010, 2013). Nel settembre 2014 tornerà a giocarsi la qualificazione al massimo livello della Coppa. In coppia con Carlos Salamanca forma la coppia colombiana più vincente nella storia della competizione. Chiude la carriera in Davis nel 2017 con un bilancio di 22 vittorie e 10 sconfitte in singolare e 9 vittorie e 7 sconfitte in doppio.
Nel febbraio 2011 disputa la sua prima finale ATP al torneo di doppio di San Jose, gioca in coppia con Xavier Malisse e vengono sconfitti da Scott Lipsky / Rajeev Ram nel terzo set. Raggiunge per la prima volta una finale ATP in singolare nel 2013 a Bogotà e viene superato da Ivo Karlović in due set. Torna a disputare una finale del circuito maggiore il 15 giugno 2014 all'Halle Open e viene sconfitto da Roger Federer dopo due tie-break.

## Statistiche

### Singolare

#### Finali perse (2)
| Legenda                                                       |
| Grande Slam (0)                                               |
| Tennis Masters Cup / ATP World Tour Finals (0)                |
| Masters Series / ATP World Tour Master 1000 (0)               |
| Giochi olimpici (0)                                           |
| ATP International Series Gold / ATP World Tour 500 Series (0) |
| ATP International Series / ATP World Tour 250 Series (2)      |

| N. | Data           | Torneo                | Superficie | Avversario in finale | Punteggio      |
| 1. | 21 luglio 2013 | Colombia Open, Bogotà | Cemento    | Ivo Karlović         | 3-6, 6(4)-7    |
| 2. | 15 giugno 2014 | Halle Open, Halle     | Erba       | Roger Federer        | 6(2)-7, 6(3)-7 |

#### Doppio

##### Finali perse (1)
| N. | Data             | Torneo                                | Superficie  | Compagno       | Avversari in finale     | Punteggio        |
| 1. | 13 febbraio 2011 | Pacific Coast Championships, San Jose | Cemento (i) | Xavier Malisse | Scott Lipsky Rajeev Ram | 6-4, 4-6, [8-10] |

### Tornei minori

#### Singolare

##### Vittorie (14)
| Legenda tornei minori |
| Challenger (11)       |
| Futures (3)           |

| N.  | Data              | Torneo                                       | Superficie  | Avversario in finale | Punteggio        |
| 1.  | 13 gennaio 2003   | El Salvador F2, San Salvador                 | Terra rossa | Jorge Aguilar        | 6–4, 6–4         |
| 2.  | 26 maggio 2003    | Colombia F1B, Pereira                        | Terra rossa | Thiago Alves         | 7–5, 6–3         |
| 3.  | 19 ottobre 2003   | Colombia F2, Bogotà                          | Terra rossa | Marco Mirnegg        | 7–5, 6–3         |
| 4.  | 14 marzo 2004     | Colombia Open, Bogotà                        | Terra rossa | Adrián García        | 4–6, 6–1, 6–2    |
| 5.  | 4 aprile 2004     | Challenger Salinas, Salinas                  | Cemento     | Gilles Müller        | 6(5)–7, 6–2, 6–2 |
| 6.  | 30 aprile 2006    | Colombia Open, Bogotà                        | Terra rossa | André Sá             | 6–4, 6–2         |
| 7.  | 3 maggio 2009     | Open Pereira, Pereira                        | Terra rossa | Horacio Zeballos     | 6–4, 4–6, 6–2    |
| 8.  | 20 settembre 2009 | Open Cali I, Cali                            | Terra rossa | Horacio Zeballos     | 6–3, 6–4         |
| 9.  | 18 ottobre 2009   | Open de Rennes, Rennes                       | Cemento     | Thierry Ascione      | 6–3, 6–2         |
| 10. | 25 settembre 2011 | Open Cali I, Cali                            | Terra rossa | Eduardo Schwank      | 6–4, 6–3         |
| 11. | 1º aprile 2012    | Open Barranquilla, Barranquilla              | Terra rossa | Horacio Zeballos     | 6–4, 6–1         |
| 12. | 15 luglio 2012    | Open Bogotá, Bogotà                          | Terra rossa | Santiago Giraldo     | 7–5, 6–3         |
| 13. | 5 gennaio 2014    | Internationaux de Nouvelle-Calédonie, Nouméa | Cemento     | Steven Diez          | 6–2, 6–2         |
| 14. | 26 gennaio 2014   | Open Bucaramanga, Bucaramanga                | Terra rossa | Paolo Lorenzi        | 7–5, 6–1         |

#### Doppio

##### Vittorie (10)
| Legenda tornei minori |
| Challenger (6)        |
| Futures (4)           |